# Gemini 4
Gemini 4 var den anden bemandede rumflyvning i NASAs Geminiprogram. Rumfartøjet opsendtes 3. juni 1965 UTC, og udførte dermed den tiende amerikanske bemandede rumflyvning (inkl. to X-15-flyvninger over 100 km.) Astronauterne James McDivitt og Edward H. White, II fløj 66 kredsløb om jorden i løbet af fire dage, hvilket gjorde det til den første amerikanske rumflyvning, der nærmede sig den 5-dages sovjetiske rumflyvning Vostok 5
Missionens højdepunkt var den første amerikanske rumvandring, hvor White svævede frit i rummet udenfor rumfartøjet, forbundet til det, i omtrent 20 minutter. Både denne bedrift og missionens længde, hjalp USA med at hale ind på Sovjetunionens indledende føring i rumkapløbet. 
Missionen omfattede også et forsøg på at udføre rendevouz for første gang, da McDivitt forsøgte at manøvrere sit rumfartøj tæt på det øvre trin af den Titan II-raket, som sendte fartøjet i kredsløb om jorden.
Missionen var også den første amerikanske rumflyvning, der omfattede adskillelige videnskabelige forsøg, bl.a. forsøg med navigation efter stjernene ved hjælp af en sekstant, som senere benyttedes månemissionerne i Apollo-programmet.

## Besætning
| Rolle   | Astronaut                              |
| ------- | -------------------------------------- |
| Kaptajn | James A. McDivitt Første rumflyvning   |
| Pilot   | Edward H. White, II Første rumflyvning |

### Backup-besætning
| Rolle   | Astronaut            |
| ------- | -------------------- |
| Kaptajn | Frank Borman         |
| Pilot   | James A. Lovell, Jr. |

### Support
- Virgil I. "Gus" Grissom (Houston CAPCOM)
- Clifton "C.C." Williams, Jr. (Cape CAPCOM)

## Missionsmål
Gemini 4 skulle være den første amerikanske fler-dages rumflyvning, og skulle vise, at det var muligt for menneske, at opholde sig i rummet i længere perioder. Missionens længde på fire dage og 66 kredsløb, slog dog ikke rekorden på 5 dage sat af Vostok 5. Efterfølgende Gemini-flyvninger, for at bevise, at det var muligt at opholde sig i rummet i den mængde tid, som en rejse til månen og tilbage tager. 
Et andet mål var, at udføre den første amerikanske rumvandring. Den første rumvandring var allerede blevet udført af sovjetiske Aleksej Leonov under Voskhod 2, 18. marts 1965. Så sent som 11 dage inden opsendelsen, rapporterede aviser, at NASA udtalte, at de endnu ikke havde besluttet om White skulle udføre rumvandringen, og at det ikke var sikkert, at beslutningen ville blive taget, før end en til to dage før opsendelsen.
Et tredje mål var, at Gemini 4 skulle udføre den første rendevouz i rummet ved at flyve i formation med det øvre trin fra Titan II-raketten der havde sendt rumfartøjet i kredsløb om jorden.